# Bad Girl (canción de Danity Kane)
«Bad Girl» es una canción Pop Dance del grupo R&B Danity Kane. La canción fue escrita por Mary Brown, James Washington y Melissa Elliott y producida por Danja, el tema cuenta con la colaboración de la rapera Missy Elliot.
La canción fue lanzada como segundo sencillo y final de su segundo disco Welcome to the Dollhouse. También es el último sencillo donde se ve al grupo con cinco integrantes.

## Video musical
El video para Bad Girl fue dirigido por Erick White. El video ocupó la posición número uno en
Billboard Hot Video Clip Tracks en el 2008 , el video al igual que la canción cuenta con la colaboración de la rapera Missy Elliot.
El concepto del video muestran a las integrantes como superheroinas y villanas.
- Aubrey O'Day - Interpreta a una estafadora que intenta demostrar su inocencia mientras es interrogada. Luego se convierte en una villana.

- D. Woods - Interpreta a una estríper

- Dawn - Interpreta a una damisela en apuros que está siendo torturada por un villano donde ella se convierte en villana.

- Aundrea - Es una prisionera que intenta escapar.

- Shannon - Interpreta a una joven que persigue a un hombre en moto.

## Charts
El sencillo no logró entrar al Billboard Hot 100 solo alcanzó la posición 110.
| Chart (2008)                     | Peak position |
| -------------------------------- | ------------- |
| Billboard Pop 100                | 1             |
| Billboard Hot Video Clips Tracks | 1             |